# Chevillon (Yonne)
Chevillon és un municipi francès, situat al departament del Yonne i a la regió de Borgonya - Franc Comtat. L'any 2007 tenia 314 habitants.

## Demografia

### Població
El 2007 la població de fet de Chevillon era de 314 persones. Hi havia 140 famílies, de les quals 44 eren unipersonals (8 homes vivint sols i 36 dones vivint soles), 52 parelles sense fills, 36 parelles amb fills i 8 famílies monoparentals amb fills.
La població ha evolucionat segons el següent gràfic:
Habitants censats

### Habitatges
El 2007 hi havia 222 habitatges, 141 eren l'habitatge principal de la família, 71 eren segones residències i 10 estaven desocupats. 213 eren cases i 3 eren apartaments. Dels 141 habitatges principals, 121 estaven ocupats pels seus propietaris, 12 estaven llogats i ocupats pels llogaters i 8 estaven cedits a títol gratuït; 9 tenien dues cambres, 26 en tenien tres, 49 en tenien quatre i 56 en tenien cinc o més. 130 habitatges disposaven pel capbaix d'una plaça de pàrquing. A 79 habitatges hi havia un automòbil i a 53 n'hi havia dos o més.

### Piràmide de població
La piràmide de població per edats i sexe el 2009 era:
| Homes | Edats   | Dones |
| ----- | ------- | ----- |
| 0     | 95 o +  | 0     |
| 0     | 90 a 94 | 4     |
| 0     | 85 a 89 | 4     |
| 4     | 80 a 84 | 4     |
| 4     | 75 a 79 | 24    |
| 4     | 70 a 74 | 4     |
| 8     | 65 a 69 | 12    |
| 24    | 60 a 64 | 28    |
| 4     | 55 a 59 | 12    |
| 4     | 50 a 54 | 4     |
| 0     | 45 a 49 | 0     |
| 12    | 40 a 44 | 4     |
| 12    | 35 a 39 | 4     |
| 8     | 30 a 34 | 8     |
| 8     | 25 a 29 | 16    |
| 0     | 20 a 24 | 4     |
| 4     | 15 a 19 | 4     |
| 0     | 10 a 14 | 8     |
| 12    | 5 a 9   | 8     |
| 8     | 0 a 4   | 8     |

## Economia
El 2007 la població en edat de treballar era de 166 persones, 119 eren actives i 47 eren inactives. De les 119 persones actives 108 estaven ocupades (65 homes i 43 dones) i 11 estaven aturades (5 homes i 6 dones). De les 47 persones inactives 19 estaven jubilades, 9 estaven estudiant i 19 estaven classificades com a «altres inactius».

### Ingressos
El 2009 a Chevillon hi havia 141 unitats fiscals que integraven 313,5 persones, la mediana anual d'ingressos fiscals per persona era de 16.759 €.

### Activitats econòmiques
Dels 17 establiments que hi havia el 2007, 5 eren d'empreses de construcció, 3 d'empreses de comerç i reparació d'automòbils, 2 d'empreses d'hostatgeria i restauració, 1 d'una empresa financera, 2 d'empreses de serveis, 1 d'una entitat de l'administració pública i 3 d'empreses classificades com a «altres activitats de serveis».
Dels 8 establiments de servei als particulars que hi havia el 2009, 2 eren tallers de reparació d'automòbils i de material agrícola, 2 paletes, 1 fusteria, 2 electricistes i 1 restaurant.
L'any 2000 a Chevillon hi havia 7 explotacions agrícoles que ocupaven un total de 604 hectàrees.

## Poblacions més properes
El següent diagrama mostra les poblacions més properes.